# Byttnerieae
Byttnerieae je tribus biljaka smješten u potporodicu Byttnerioideae, dio porodice sljezovki. Sastoji se od 8 priznatih rodova. Ime je dobio po rodu Byttneria, po nekim izvorima sinonim za Ayenia.

## Rodovi
1. Scaphopetalum Mast. (20 spp.)
2. Leptonychia Turcz. (40 spp.)
3. Abroma L. fil. (1 sp.)
4. Kleinhovia L. (1 sp.)
5. Rayleya Cristóbal (1 sp.)
6. Byttneria Loefl. (140 spp.)
7. Ayenia L. (76 spp.)
8. Megatritheca Cristóbal (2 spp.)